# Achttienhoven
Achttienhoven (52° 09′ N, 4° 51′ L) é uma vila dos Países Baixos, na província de Holanda do Sul. Achttienhoven pertence ao município de Nieuwkoop, e está situada a 7 km, a norte de Woerden.
A área de Achttienhoven, que também inclui as partes periféricas da cidade, bem como a zona rural circundante, tem uma população estimada em 140 habitantes.